# 出金伝票
出金伝票（しゅっきんでんぴょう）とは、会社・商店などの事業者が、取引などで現金を相手に払う際に用いる伝票の一つ。現金出納帳を作成する際に必要になるのが本項で述べる出金伝票と入金伝票である。双方が揃うことで現金に関する金銭の動きが明確となり、確定申告などの際に用いる事ができる。
- 出金伝票を仕訳に置き換えるときは、貸方（右）が現金となる。

| 借方       | 貸方        |
| ---------- | ----------- |
| ××× 10,000 | 現金 10,000 |
具体的には以下のようなケースが想定される。
- 電車やバスなどの交通費
- 祝儀や香典、見舞金などの冠婚葬祭費
- 文房具などの備品等を現金で購入した場合
- 自動販売機で飲み物を購入した場合　など[1]